# Paramelomys steini
Paramelomys steini — вид гризунів, що походить з Індонезії. Офіційне спостереження за цим видом було отримано лише на горі Вейленд на острові Нова Гвінея (провінція Папуа, Індонезія). Його спостерігали лише в гірських (високогірних) лісах.

## Морфологічні характеристики
Маленький гризун з довжиною голови і тіла від 126 до 131 мм, довжиною хвоста 128 мм і довжиною стопи від 26 до 28 мм. Верхні частини коричневі. Щоки сірі або коричнево-жовті. Черевні частини сірі з білими кінчиками волосків. Бока світліші. Хвіст такої ж довжини, як голова і тіло.

## Поведінка
Це наземний вид.